# Madonnina

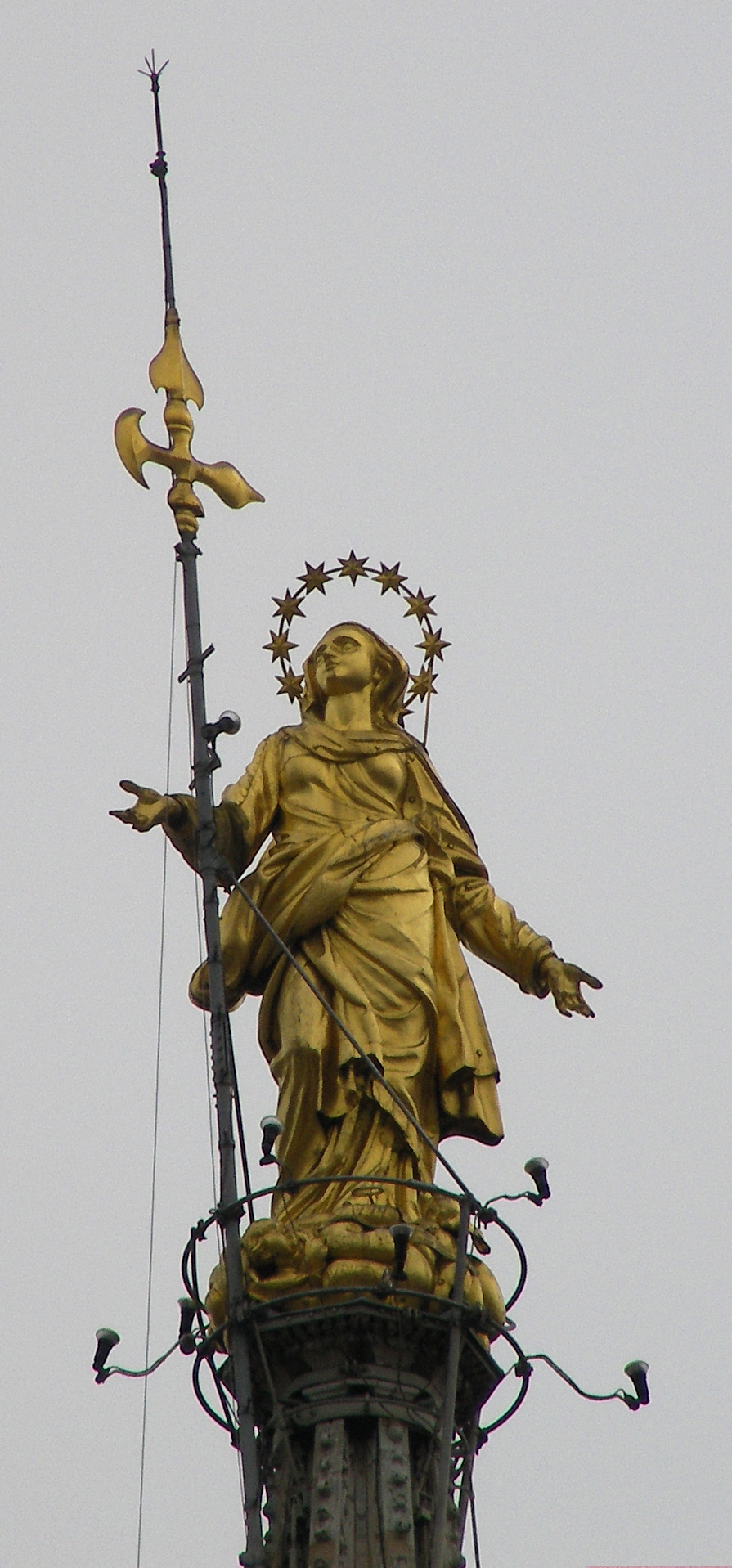
Vista de la Madonnina.

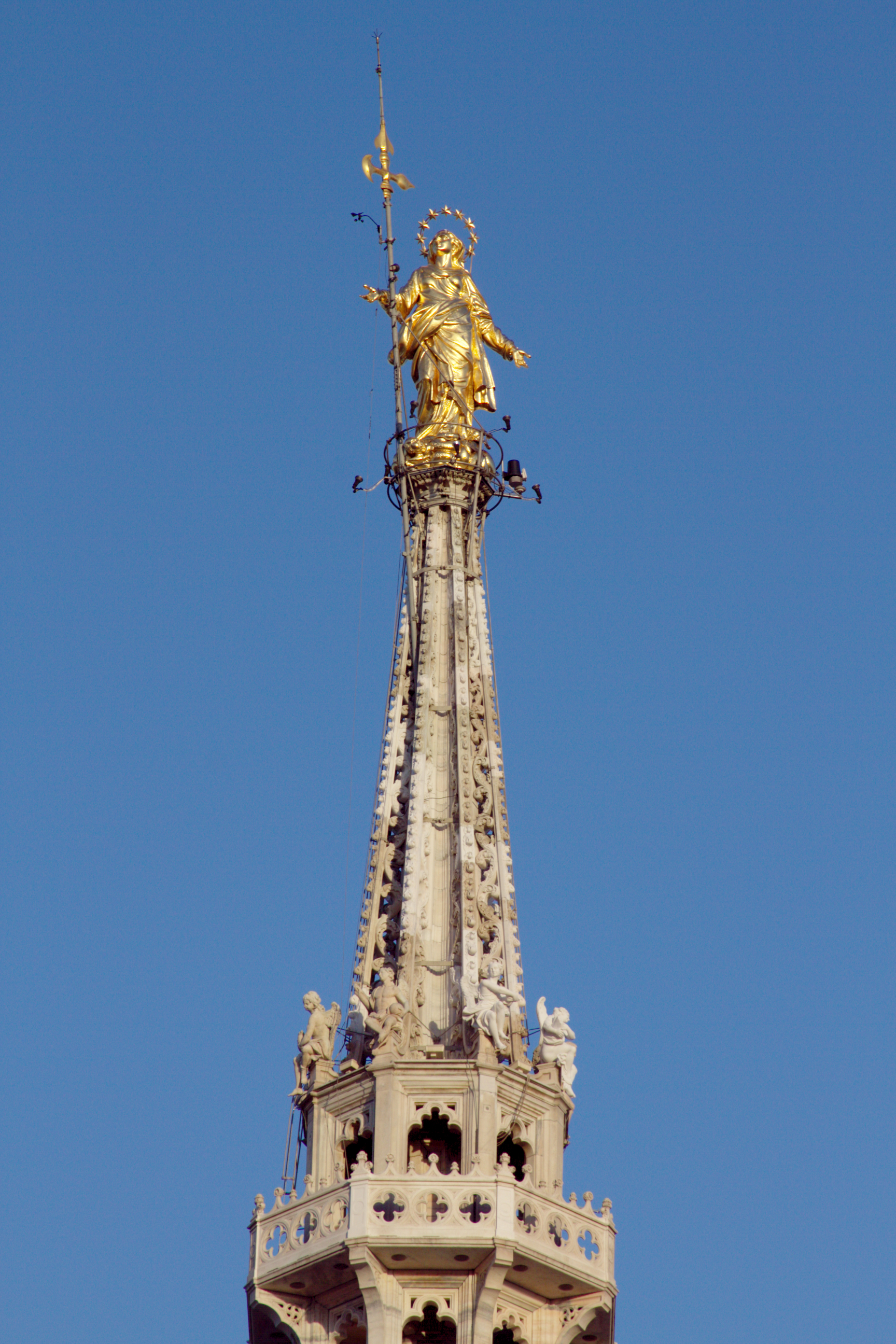
La Madonnina vista desde La Rinascente.

La Madonnina es una estatua de cobre dorado de Carlo Pellicani que representa a la Asunción y está situada en el chapitel mayor de la Catedral de Milán. Desde el momento de su colocación, realizada en 1774 , se convirtió en el símbolo de la ciudad, al margen de su significado religioso. Frases como a la sombra de la Madonnina designan por antonomasia a la ciudad de Milán.

## El chapitel
En el siglo XVIII la catedral casi no tenía chapiteles y estaba en continuo estado de obras que se paralizaban, se retomaban y nunca se concluían.
El arzobispo Giuseppe Pozzobonelli decidió construir el chapitel mayor. La obra, que estaba teóricamente en discusión desde hace muchos años, fue proyectada (1765) y construida (1769) por el arquitecto Francesco Croce. Con ella, la catedral alcanzó una altura de 108,50 metros.
En la cima del chapitel, según unos planos que se remontan probablemente a los mismos orígenes de la Catedral, se colocó una estatua de la Asunción (de 4,16 metros de altura) con la mirada y los brazos abiertos para implorar la bendición de Dios hacia la ciudad. La estatua fue realizada por el escultor Carlo Pellicani y el orfebre Giuseppe Bini y se inauguró el 30 de diciembre de 1774.

## Altura
Según la tradición, ningún edificio debe ser más alto que la Madonnina. Una ley, hecha oficial en los años 1930, impidió a la Torre Branca de Gio Ponti y a la Torre Velasca superar los 108,5 metros por respeto a la Madonnina. En realidad, detrás de los sentimientos religiosos se escondían principalmente problemas estructurales: pocos metros bajo la superficie de la ciudad hay una capa freática, que ejerce una fuerte presión sobre los estratos rocosos del subsuelo. Por tanto, una construcción más alta y pesada que la Catedral podría resultar inestable. El primer rascacielos de la ciudad que superó la altura de la Madonnina fue la Torre Breda, construida en 1954, que tiene 117 metros de altura.
El Pirellone, donde tenía sede la Región de Lombardía, tiene 127 metros de altura y por tanto es más alto que la Madonnina. Para respetar la tradición se realizó una copia de la Madonnina y se colocó en la cima del rascacielos.
En 2010 la copia se trasladó a la cima del Palazzo Lombardia, nueva sede de la Región de Lombardia, a 161 metros de altura.

## La canción
A la Madonnina se dedicó la célebre canción Oh mia bela Madunina, en dialecto milanés, escrita en 1935 por Giovanni D'Anzi.

O mia bela Madunina, che te brilet de luntan
tüta dora e piscinina, ti te dominet Milan
sota ti se viv la vita, se sta mai coi man in man
canten tucch «luntan de Napoli se moeur»
ma poe vegnen chi a Milan.
(Giovanni D'anzi)
Oh mi bella Madonnina que brillas desde lejos
toda de oro y pequeñita, dominas Milán
debajo de ti se vive la vida, no se está nunca desocupado
todos cantan «lejos de Nápoles se muere»
pero después vienen aquí a Milán.

## La novela
En 2013 se publicó la novela Operazione Madonnina. Milano 1973, de Riccardo Besola, Andrea Ferrari y Francesco Gallone. El libro, que narra un pintoresco robo de la Madonnina, fue acogido con un grandísimo éxito.